# Warionia saharae
Warionia saharae Benth. & Coss. – gatunek roślin z rodziny astrowatych (Asteraceae) reprezentujący monotypowy rodzaj Warionia. Występuje w Afryce na Saharze – w południowym Maroku oraz południowo-zachodniej Algierii. 

## Morfologia
PokrójAromatyczny krzew lub niewielkie drzewo.
LiścieSkrętoległe, nieuzbrojone (bez kolców), nieregularnie ząbkowano-klapowane.
KwiatyWszystkie języczkowe, obupłciowe, skupione w pojedynczych, okazałych główkach na szczytach pędów. Łuski okrywy ułożone są dachówkowato w licznych rzędach, są lancetowate, zaostrzone na wierzchołku. Korona kwiatu żółta, o wąskiej rurce. Słupek u nasady rozdęty, pokryty gęstymi, podwójnymi włoskami, na końcu rozwidlony na dwa długie ramiona.
OwoceJajowate niełupki pokryte gęstymi, podwójnymi włoskami. Puch kielichowy w postaci licznych włosków.

## Systematyka
Gatunek z monotypowego rodzaju Warionia Benth. & Coss. z podplemienia Warioniinae, plemienia Cichorieae podrodziny Cichorioideae w obrębie rodziny astrowatych (Asteraceae).